# Idaea vartianae
Idaea vartianae là một loài bướm đêm trong họ Geometridae.